# コラッセふくしま

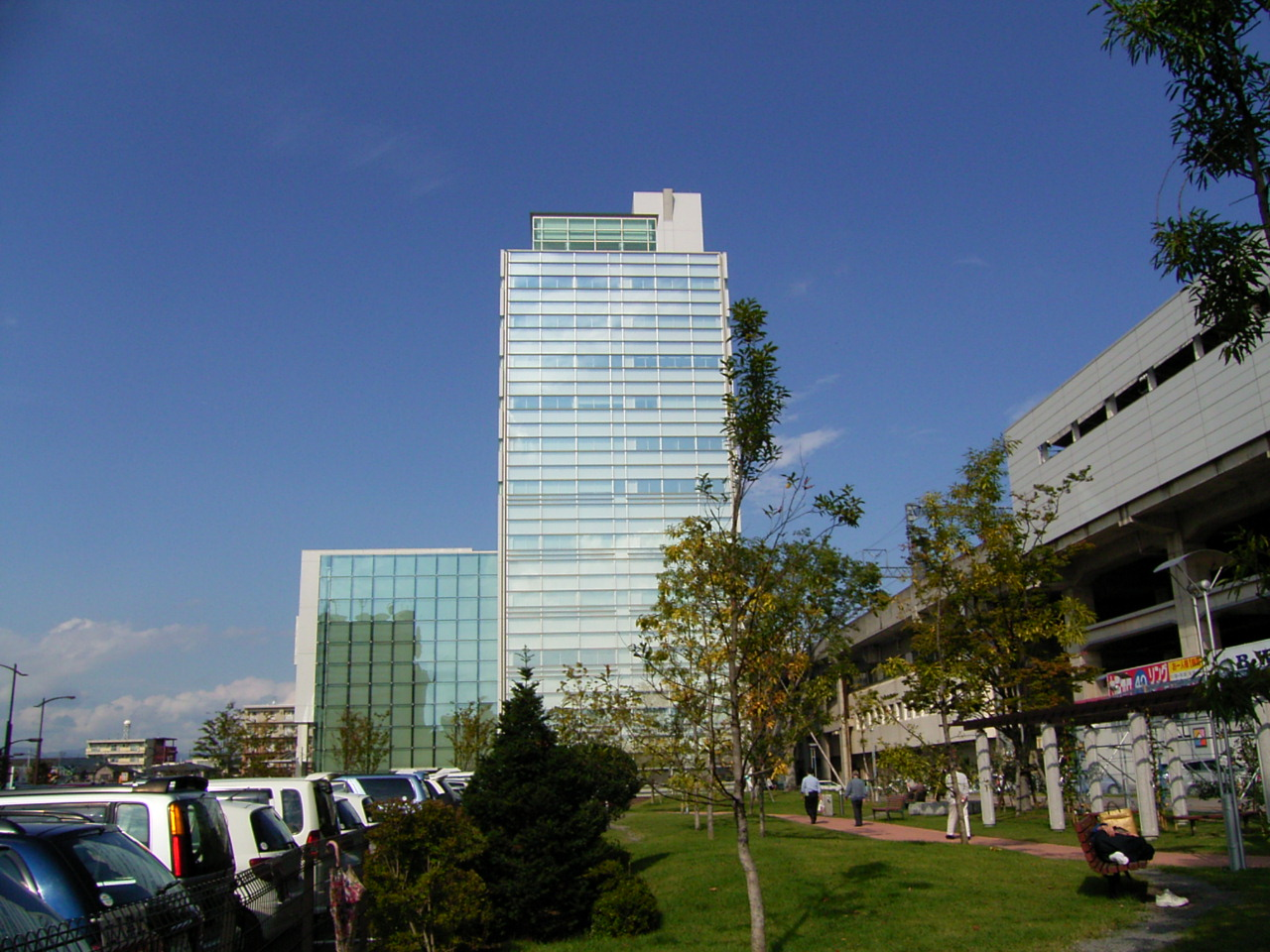
コラッセふくしま

コラッセふくしまは、福島県福島市にある複合施設である。

## 概要
福島県内の中小企業支援および県内の産業振興と市民サービス機能の向上のために社団法人福島商工会館によって建設され、2003年（平成15年）7月、東日本旅客鉄道（JR東日本）福島駅西口駅前広場の北側にオープンした。地下1階、地上12階建て、高さ66.95mの一部SRC造及びS造であり、ガラス張りのアトリウムを中心に多目的ホールや物産館、福島県と福島市の窓口のある低層棟と、商工団体や県の外郭団体、民間企業のオフィスが入居する高層棟により構成される。敷地面積は3,237.41平方メートル、延べ床面積は21,225.84平方メートル。地震による揺れを軽減するため、年生履歴併用制震装置による免震構造を採用している。
1階には福島県観光物産館や福島市西口行政サービスコーナー、福島県パスポートセンターが、3階には福島市立図書館の西口ライブラリーが、最上階には展望ラウンジ、レストランが設けられている。その他の階には、福島商工会議所や県や市の外郭団体などが入居し、多目的ホールや貸会議室も置かれている。また、選挙の期日前投票や、税務署が行う確定申告の会場にもなる。発明工夫展など行事の会場ともなり、週末にはフリーマーケットや写真展が開かれる。市民の憩いの場としての役割を担っている。
このビルの建設にあわせ、周辺の駅前広場の整備も行われ、駐輪場やミニ果樹園が設置された。

## 館内概要
1階
- 福島県観光物産館

福島県全体の土産特産品を取り扱うアンテナショップである（年中無休）。会津、中通り、浜通り各所の郷土菓子や民芸品、郷土玩具などを広く取り扱っている。2017年12月にリニューアルされ、国内でも評価の高い福島県の地酒に特に力を入れ、従来の倍の530銘柄を取り扱うコーナーを設置した他、県内の果物やスイーツ、ラーメンや乳製品を提供するフードコートなどが新たに設置された。
- 福島市西口行政サービスコーナー

福島市役所の簡易的出張所として設けられ平日はもちろん土日も開所している（祝日および日曜祝日の場合は振替で閉所）。
- 福島県パスポートセンター

過去に福島県庁内で行っていたパスポート申請を、このスペースで行うことが出来る（土曜日、祝日は閉所）。
- 売店

パスポートセンターで必要な写真撮影を行っている。
- ふくしま情報ステーション
- 防災センター

2階
- 期日前投票所

福島市が含まれる選挙区あらゆる期日前投票所として設けられる。共に東日本大震災の影響で被災した浜通りエリアの一部自治体が期日前投票所として設ける場合もある。
- 福島市産業交流プラザ
- 福島県経営支援プラザ

3階
- 福島市西口ライブラリー

福島市立図書館の別館の一つである。
- 企画展示室
- えふ・サポート
- 小会議室（301・302）
- 和室（1・2）

4階
- 多目的ホール
- 中会議室（401）・小会議室（402・403）

5階
- プレゼンテーションスペース
- 研修室・小研修室
- 特別会議室・小会議室（501）

6階
- 公益財団法人福島県産業振興センター
- インキュベートルーム

7階
- 一般社団法人福島県商工会館
- 公益財団法人福島県観光物産交流協会
- 公益財団法人福島県生活衛生営業指導センター
- 福島県生活衛生同業組合連絡協議会
- 公益社団法人福島法人会
- 一般社団法人福島県法人会連合会
- 株式会社福島人材派遣センター
- 福島県プロフェッショナル人材戦略拠点
- 中小機構東北
- 中小企業震災復興・原子力災害対策経営支援センター福島

8階
- アクサ生命保険福島営業所
- 福島県商工会議所連合会
- 福島商工会議所

9階
- 福島県火災共済協同組合
- 福島県商工事業協同組合
- 福島県商工会連合会

10階
- 福島県中小企業団体中央会
- 福島県信用保証協会

11階
- 福島県信用保証協会

12階
- 展望レストラン Ki-ichigo（きいちご）
- 展望ラウンジ